# Victorel Lupu
Victorel Lupu (n. 27 august 1949) este un senator român, ales în 2016. 